# ویسکخه
ویس کیرشه (به انگلیسی: Wieskirche) در کشور آلمان واقع شده است. ویس کیرشه از آثار فرهنگی میراث جهانی ثبت‌شده در این کشور است که در سال ۱۹۸۳ با شماره ثبت ۲۷۱ در فهرست میراث جهانی یونسکو به ثبت رسید.